# Felsentor (Ramsau)
Das Felsentor, auch Ramsauer Felsentor oder unteres Felsentor genannt, ist ein kurzer Straßentunnel im Verlauf der Bundesstraße 305 in Ramsau bei Berchtesgaden im Bereich der Preisenklamm. Das Felsentor gilt als Tor zur Ramsau.

## Lage
Das Felsentor liegt in der Preisenklamm im Tal der Ramsauer Ache im Gemeindegebiet von Ramsau ca. 1 km bevor die Bundesstraße 305 die Gemeindegrenze von Bischofswiesen erreicht.

## Geschichte
1888 bis 1890 wurde die Straße von Berchtesgaden in die Ramsau und weiter über den Hirschbichl in den Salzburger Pinzgau, der historisch große Bedeutung im Salztransport zukam, im Bereich zwischen der Roßhofschmiede und der Wimbachbrücke neu trassiert. Sie verlief bis dahin über den Knießpass vorbei am Preisen- und Kederbachlehen und hatte einen Höhenunterschied von knapp 100 Metern zu überwinden. Die neue Trasse verläuft unmittelbar entlang der Ramsauer Ache direkt in der Preisenklamm. Dazu wurden umfangreiche Felsabtragsarbeiten ausgeführt. Im Bereich des Felsentors wurde der Fels nicht komplett abgetragen, sondern ein kurzer Tunnel ausgeführt.
Seit Längerem gibt es ein umstrittenes Wasserkraftwerksprojekt unmittelbar am Felsentor.

## Rezeption
Bereits wenige Jahre nach der Trassierung durch das Felsentor galt der Straßenabschnitt als „hochromantisch“.

## Geotop Kalktuffe
Etwas 400 m achenabwärts vom Felsentor befindet sich rechts der Ache das heimatkundlich und touristisch bedeutende Geotop "Kalktuffe von Preisen": Sehenswerte Kalktuffterrassen, die durch Quellwässer, die am Steilhang der Ramsauer Ache austretende, geschaffen wurden.